# Морозов, Павел Павлович
Павел Павлович Морозов (1872—?) — русский военный деятель, генерал-майор (1917). Герой Первой мировой войны.

## Биография
Образование получил в кадетском корпусе. В 1893 году, после окончания Константиновского артиллерийского училища по I разряду, был произведён в подпоручики и определён в 1-й стрелковый полк. В 1894 году произведён в подпоручики гвардии и переведён в Московский лейб-гвардии полк. В 1898 году произведён в поручики гвардии, в 1902 году — в  штабс-капитаны гвардии, в 1906 — в капитаны гвардии.
С 1914 года участник Первой мировой войны в качестве командира роты и батальона Лейб-гвардии Московского полка. В 1915 году произведён в полковники. С 1916 года командир 266-го Пореченского пехотного полка. С 1917 года назначен командиром 1-й бригады 5-й пехотной дивизии, генерал-майор. 27 января 1917 года «за храбрость» был награждён орденом Святого Георгия 4-й степени.
После октября 1917 года уволен со службы, с 1918 года проживал в Петрограде, работал на гражданской службе. 18 июня 1927 года арестован по обвинению в шпионаже. 27 июля того же года приговорён к трём годам с отбыванием в Соловецком лагере особого назначения. 27 июня 1930 года освобождён из лагеря и приговорён к трём годам ссылки и отправлен в Архангельск. В 1931 и в 1933 году обращался за помощью в Политический Красный Крест.

## Награды
- Орден Святого Станислава 3-й степени (1910)
- Орден Святого Станислава 2-й степени с мечами (ВП 10.11.1914)
- Орден Святой Анны 2-й степени с мечами (ВП 02.05.1915)
- Орден Святого Владимира 4-й степени с мечами и бантом (ВП 19.11.1916)
- Орден Святого Георгия 4-й степени (ВП 27.01.1917)
- Орден Святого Владимира 3-й степени с мечами (ПАФ 01.04.1917)